# Porto Judeu
Porto Judeu es una freguesia portuguesa del concelho de Angra do Heroísmo, con 28,90 km² de superficie y 2.425 habitantes (2001). Su densidad de población es de 83,9 hab/km².
La freguesia se encuentra a 1 m s. n. m. Fue parte del municipio de Vila de São Sebastião hasta su extinción en 1870.